# روئینه زرین
روئینه زرین با نام علمی: Solidago Virguarea L و در انگلیسی:Solidago virga, Goldenrod
گیاهی است داروئی، پایا، دارای برگ‌های دراز، زبانه‌های گریبان سبز زرد رنگ، کپه‌هائی به شکل خوشه در بالای ساقه؛ و گل‌های زرد رنگ. این گیاه بیشتر در جنگل‌ها و باغ‌ها می‌روید. زنبور عسل نوشش را بس می‌پسندد. در شمال ایران از اسالم تا رامسر تا ارتفاعات ۲۷۰۰ متر دیده می‌شود و در بسیاری نقاط گیتی دیگر فراوان می‌روید و در بوستانها هم بهر زینت می‌کارند. در طب سنتی و داروسازی مدرن مهم بوده و هست. اروپائیان استفاده‌های آن را در سده شانزدهم از اعراب یادگرفتند. از گیاهان مهم خلط‌آور است که برای خرد کردن و دفع سنگ کلیه و مثانه هم بکار می‌رود و در ترکیب با آب انگور یا هندوانه مؤثر تر می‌شود. درتقویت پوست و درمان سوختگی سخت کاری است. به غلط آلرژی زا شمرده شده‌است. گل‌های کوچک زرد رنگ و ساقه‌های بلند میله مانند دارد و بومی آمریکای شمالی هم هست. گل نماد ایالت کنتاکی آمریکا هم هست.
گیاهی است پایا به بلندای ۶۰ تا ۱۰۰ سانتیمتر که خودروی نواحی خشک، بخش‌های بی درخت جنگلها و چمنزارهای طبیعی و نواحی سنگلاخ است. پراکندگی اش به گونه‌ای است که در بیشتر نواحی اروپا تا ۲۸۰۰ متری ارتفاعات آلپ، بعضی نقاط آسیا و آمریکای شمالی یافت می‌شود. این گیاه ریشه‌ای دراز و منشعب و برگهائی ساده، بیضوی دراز، نوک تیز و کمی خشن دارد. کاپیتولهای متعدد آن برنگ زرد، مجتمع به صورت خوشه و مرکب از دو نوع گل، یکی لوله ای، نر-ماده و دیگری زبانه‌ای و ماده است. گل‌های اخیر به درازای یک سانتیمتر بوده در حاشیه نهنج منظره‌ای زیبا بدان می‌دهند. در خارج کاپیتولها، انولوکری مرکب از براکته‌های نامساوی با حاشیه نازک و غشائی دیده می‌شود ضمن اینکه در فاصله کاپیتولها برگ‌های منفرد کوچک جای دارد که به تناسب نزدیک شدن به رأس گل آذین کوچکتر و باریک‌تر می‌گردند.
میوه اش فندقه است به رنگ زرد پوشیده از تار و دارای زوایای مشخص [از همین رو یک نام دیگر فارسی آن گردوی انگلیسی است! چه‌ها می‌کنند توده‌های مردم!].
زنبور عسل تمایل بسیار به گل‌های فراوان و نوش این گیاه داشته پیوسته خود را به گل آذینش می‌رساند.
قسمت مورد استفاده این گیاه ریشه و سرشاخه‌های گلدارش است هرچند بررسی‌های کنِکو=Knekow نشان داده ریشه تأثیر درمانی بیشتری دارد.

## ترکیبات شیمیایی
کلیه قسمت‌های گیاه (بویژه گلها) دارای تانن، لیزاب، مواد تلخ، به مقدار کم اسانس، یک ساپونین، نوعی آلکالوئید و اسید سالیسیلیک است. در ریشه اش اینولین نیز یافت می‌شود. میوه اش حدود پانزده در صد روغن قابل استخراج و روان دارد.
اسانس سرشاخه‌های گلدار دارای بورنئول و پنین است.

## خواص درمانی
مدر، آرام‌کننده، قابض و بادشکن است و هم از اینرو در درمان اسهالهای ساده، ورم روده، و بطور کلی رفع ناراحتی‌های دستگاه گوارش که با بروز حالات اسهالی همراه است اثرات مفید ظاهر می‌نماید. مصرف آن برای درمان اسهال مسلولین و کودکان، در زمان ظاهر شدن دندان توصیه شده‌است.
با مصرف فراورده‌های این گیاه نه تنها التهاب مخاط دهان بلکه التهاب دستگاه گوارش و مجاری ادرار نیز درمان می‌گردد و خونریزی‌های داخلی متوقف می‌شود. فراورده‌های این گیاه دارای اثر دفع اوره و کاهش کلسترول خون است. در درمان بیماری‌های عفونی مجاری ادرار (کلی باسیلوز، ورم مثانه، ورم کلیه‌ها و دفع سنگ کلیه (اوراتها) مؤثر است.
در استعمال خارجی جوشانده برگ‌های خشک گیاه به صورت غرغره جهت رفع التهاب مخاط دهان، درد گلو و ورم لثه‌ها بکار می‌رود. اگر گرد برگ‌های خشک گیاه بر روی زخم و جراحات پاشیده شود در خشکاندن ترشحات و بهبودشان مؤثر است. قطعات له شده برگ گیاه نیز در طب عوام جهت مداوای زخم بر روی آن گذارده می‌شود.
صور داروئی- جوشانده ۱۰ تا ۵۰ در هزار سرشاخه گلدار یا ریشه به مقدار ۳ تا ۵ فنجان در روز میان دو وعده غذائی (پس از ۲ دقیقه جوشاندن به مدت ده دقیقه گرم کنند)؛ شربت حاصل از جوشاندن ۱۰۰گرم سرشاخه گلدار خشک در یک لیتر آب و افزودن ۱۶۰۰گرم قند برای درمان بیماری‌های کودکان به مقدار یک قاشق سوپ خوری در هر ساعت (Dr. H. Leclerc)؛  تنتور حاصل از خیساندن ۲۰ قسمت سرشاخه گلدار تازه گیاه در ۱۰۰قسمت الکل۳۰ درجه به مقدار دو قاشق قهوه خوری در روز؛ جوشانده ۵۰ تا ۱۰۰ در هزار گیاه برای استعمال خارجی.
برای جلوگیری از کاهش اثر درمانی فراورده‌های این گیاه ۱۰۰گرم سرشاخه گلدار تازه آن را در نیم لیتر آب به ملایمت می‌جوشانند به‌طوری‌که محلول به نصف تقلیل یابد و در شیشه‌های در بسته نفوذ ناپذیر ریخته به هنگام نیاز ۱ تا ۳ قاشق آن را در شربت ساده یا دم کرده زیزفون حل کرده مصرف می‌کنند (Botan).

## محل رویش در ایران
گیلان: نواحی مجاور دریای مازندران، اسالم، بین اسالم و خلخال در ارتفاعات ۳۵۰؟ متری، دره لیزار. مازندران: بین نمازیه و زانوس، منطقه کجور، در ارتفاع ۲۸۰۰ متری، کلاردشت در ۱۶۶۰متری، نی دشت، در نزدیکی رامسر در ۱۰۰۰متری، پل زنگوله در ۲۳۰۰ متری، سیاه بیشه در دره چالوس (ارتفاعات ۱۵۰۰–۲۲۰۰ متری)، نزدیک اهر، آذربایجان، قره داغ، علی‌آباد در ۲۰ کیلومتری جنوب کلیبر در ارتفاع ۲۳۰۰–۲۵۰۰ متری.
دو گیاه زیر که هیچ‌کدام در ایران نمی‌رویند اثرات درمان مشابه دارند و هم زنبوران را سود کنند هم فزودن پیشاب را:
- Solidago Canadensis L.
- Solidago serotina